# Hans Gerhard Stub
Hans Gerhard Stub, född den 23 februari 1849 i Muskego (Wisconsin), död den 1 augusti 1931, var en norsk-amerikansk präst, son till Hans Andreas Stub (1822-1907), missionspräst bland norska inbyggare i Wisconsin och Iowa.
Stub studerade 1861-65 i Bergen, graduerades vid Luther college i Decorah 1866, blev teologie kandidat vid Concordia-seminariet 1872 och professor vid norska synodens prästskola Lutherseminariet 1878 samt var 1879-88 denna skolas föreståndare.
Sedan 1896 var han redaktör av "Evangelisk luthersk kirketidende" och sedan 1899 därjämte av "Theologisk tidsskrift". Där och i bokform offentliggjorde han många kyrkliga och dogmatiska uppsatser. Han ansågs som det norsk-amerikanska kyrkolivets största kraft. 
Tack vare i främsta rummet hans auktoritet och mäktiga inflytande kunde de dittills bittra striderna inom de olika norsk-amerikanska kyrkosamfunden biläggas och en sammanslutning i gemensam bekännelse och lära åvägabringas 1915.
Då slutligen de tre norsk-amerikanska kyrkosamfunden 1917 sammanslogs, blev Stub biskop för norska lutherska kyrkan i Amerika med säte i Minneapolis